# I Ain't Thru
I Ain't Thru é uma canção da cantora americana Keyshia Cole que serviu como primeiro single do álbum "Calling All Hearts". Lançada em 7 de Dezembro de 2010, a música tem participação da rapper Nicki Minaj. A canção foi escrita pelas duas cantoras junto com Russell Gonzalez.

## Videoclipe
Dirigido por Benny Boom, estreou em 12 de Novembro de 2010 e tem duração de 4 minutos e 8 segundos.

## Posições
| Parada (2011)                                | Melhor posição |
| -------------------------------------------- | -------------- |
| Estados Unidos - Billboard R&B/Hip-Hop Songs | 54             |